# Pixie (software)
Pixie è un programma per il sistema operativo macOS. Il programma fa parte del kit di sviluppo Apple Developer Tools.
Il programma serve a realizzare una lente di ingrandimento virtuale che ingrandisce una piccola sezione dello schermo puntata dal puntare del mouse. Il programma mostra anche le coordinate del puntatore. Pixie gestisce sette livelli di ingrandimento e può bloccare l'immagine ingrandita in modo da poterla salvare.
Il programma risulta molto utile se si vuole esaminare in dettaglio l'interfaccia grafica dei programmi e dei singoli elementi della GUI in modo da poterli allineare con precisione.